# Gladys Davies
Gladys Muriel Davies, née le 29 juillet 1893 et morte le 23 mai 1965, est une escrimeuse britannique, ayant pour arme le fleuret. 
Elle remporte la médaille d'argent olympique dans l'épreuve individuelle féminine de fleuret aux Jeux olympiques d'été de 1924 à Paris.